# Margaret Clay Ferguson
Margaret Clay Ferguson era una botánica americana más conocida por sus avances de educación científica en el campo de la botánica. Ella también contribuyó en la historia de la vida de los pinos de Norteamérica.
Nació en Orleans, Nueva York en 1863 y acudió al Genesee Wesleyan Seminary en Lima, Nueva York. Ferguson acudió a la Universidad de Wellesley, donde se graduó en botánica y química en 1891, recibiendo el doctorado en botánica en la Universidad de Cornell en 1901.
Fue la primera mujer Presidenta de la Sociedad Botánica de América en 1929.

## Carrera
LLegó a ser profesora de botánica y jefa del departamento en Wellesley Universidad en 1930.
Ferguson trabajó en una variedad de sistemas que incluyen Hongos, Pino y Petunia. Su estudio final reveló cómo el color de la flor de la planta y el patrón no siguen las leyes de herencia de Mendel. Ferguson animó a muchas mujeres botánicas durante su tiempo en Wellesley Universidad donde su trabajo de laboratorio fue uno de sus principales trabajos de su enseñanza.
En 1932, Ferguson se retiró de la Universidad de Wellesley, aunque continuó investigando hasta 1938. Recibió un doctorado de Honor de Montar Holyoke.
En sus últimos años, pasó tiempo en Florida antes de asentarse en San Diego donde murió de un ataque al corazón en 1951.
Los invernaderos en el Jardín Botánico de Wellesley College llevan su nombre en su honor.

### Taxonomista

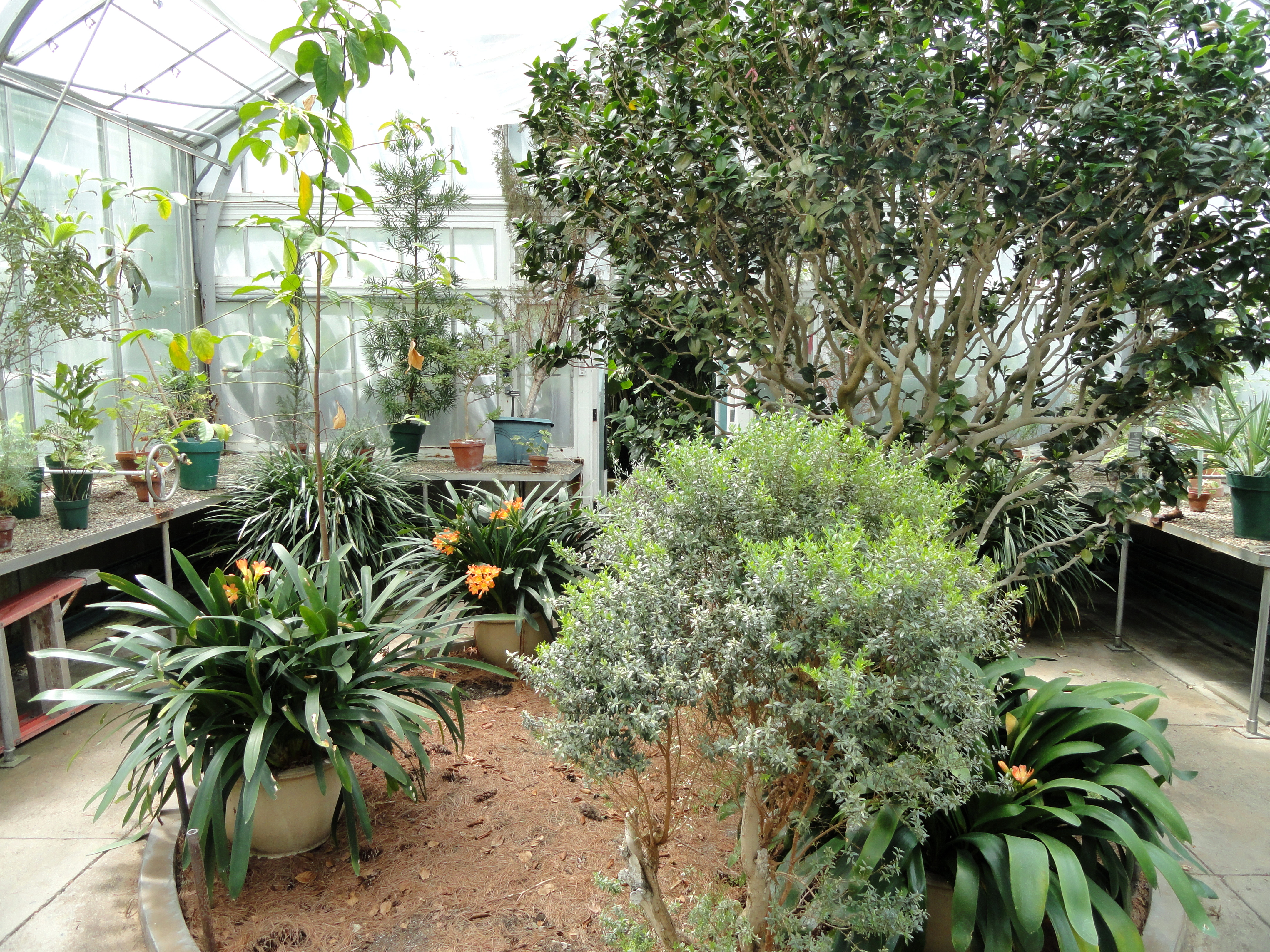
Casa de Exhibición de temporada en la Margaret C. Ferguson Greenhouses en Wellesley Universidad.